# Batalló Đuro Đaković
El Batalló Đuro Đaković o Djuro Djakovic (serbi ciríl·lic: Батаљон Ђуро Ђаковић) va ser una unitat militar, formada principalment per brigadistes iugoslaus, adscrita a les Brigades Internacionals, un cos de voluntaris estrangers que va participar en la Guerra Civil espanyola en favor de la II República. Deu el seu nom a Đuro Đaković, un dels líders del Partit Comunista de Iugoslàvia, executat en 1929 per la seva tenaç oposició al règim d'Alexandre I.
El batalló Deda Blagoev, compost per voluntaris búlgars, es fusionà amb el Đuro Đaković durant l'organització de les brigades. Dels 1.664 brigadistes iugoslaus que arribaren a Espanya, 543 foren integrats inicialment en els batallons Đuro Đaković, Dimitrov i Masaryk.

## Composició
El batalló estava compost per una companyia de metralladores i tres d'infanteria, una de les quals la formaven anarquistes espanyols.
Va estar integrat en diferents brigades al llarg de la guerra:
- Independent (10-IV-1937 al 28-VI-1937)
- 150a Brigada Internacional (28-IV-1937 al 4-VIII-1937)
- 45a Divisió Internacional (4-VIII-1937 al 19-X-1937)
- Agrupació de Reserva de la 45a DI (19-X-1937 al 13-II-1938)
- 129a Brigada Internacional (13-II-1938 al 5-X-1938)

## Història
Entre els membres del batalló Đaković hi havia alguns espanyols, com Luis Álvarez Yuste, el poeta de los guerrilleros, que a Brunete n'arribaria a ser comissari suplent.
Va participar en la Defensa de Madrid, en les batalles de Jarama i Brunete, com a unitat d'infanteria, sofrint quantioses pèrdues, integrat en la XV Brigada Internacional.
Després va ser traslladat, també dins de la XV B.I. al Front d'Aragó, i va perdre la meitat dels seus integrants durant l'Ofensiva de Saragossa. Després de la reorganització de les Brigades, va ser inclòs en la 129a Brigada Internacional, sofrint l'Ofensiva d'Aragó del Bàndol rebel. La batalla de l'Ebre va ser l'última operació a gran escala en què va participar, havent de retirar-se a la costa catalana on va ser desmobilitzat al setembre de 1938. Així i tot, molts dels seus integrants van haver de combatre en la definitiva ofensiva de Catalunya i travessar la frontera a territori francès.
Molts dels integrants del batalló van aconseguir fugir dels camps d'internament a França i, amb l'ajuda del Partit Comunista de Iugoslàvia, retornar a la Iugoslàvia ocupada pels nazis. Allí, es van integrar en l'Exèrcit Partisà d'Alliberament, on molts d'ells van liderar l'alliberament del país. Quatre veterans de la guerra civil a Espanya van liderar els quatre grups d'exèrcits que van derrotar els alemanys en els Balcans: els generals Peko Dapčević, Koča Popović, Kosta Nađ i Petar Drapšin.

## Integrants cèlebres
| - Peko Dapčević - Aleksa Demnievski - Fadil Jahić Španac - Otmar Kreačić - Kosta Nađ - Blagoje Nešković | - Franjo Ogulinac Seljo - Marko Orešković - Blagoje Parović - Ivan Rukavina - Nikola Car Crni |